# Józef Zaleski (porucznik)

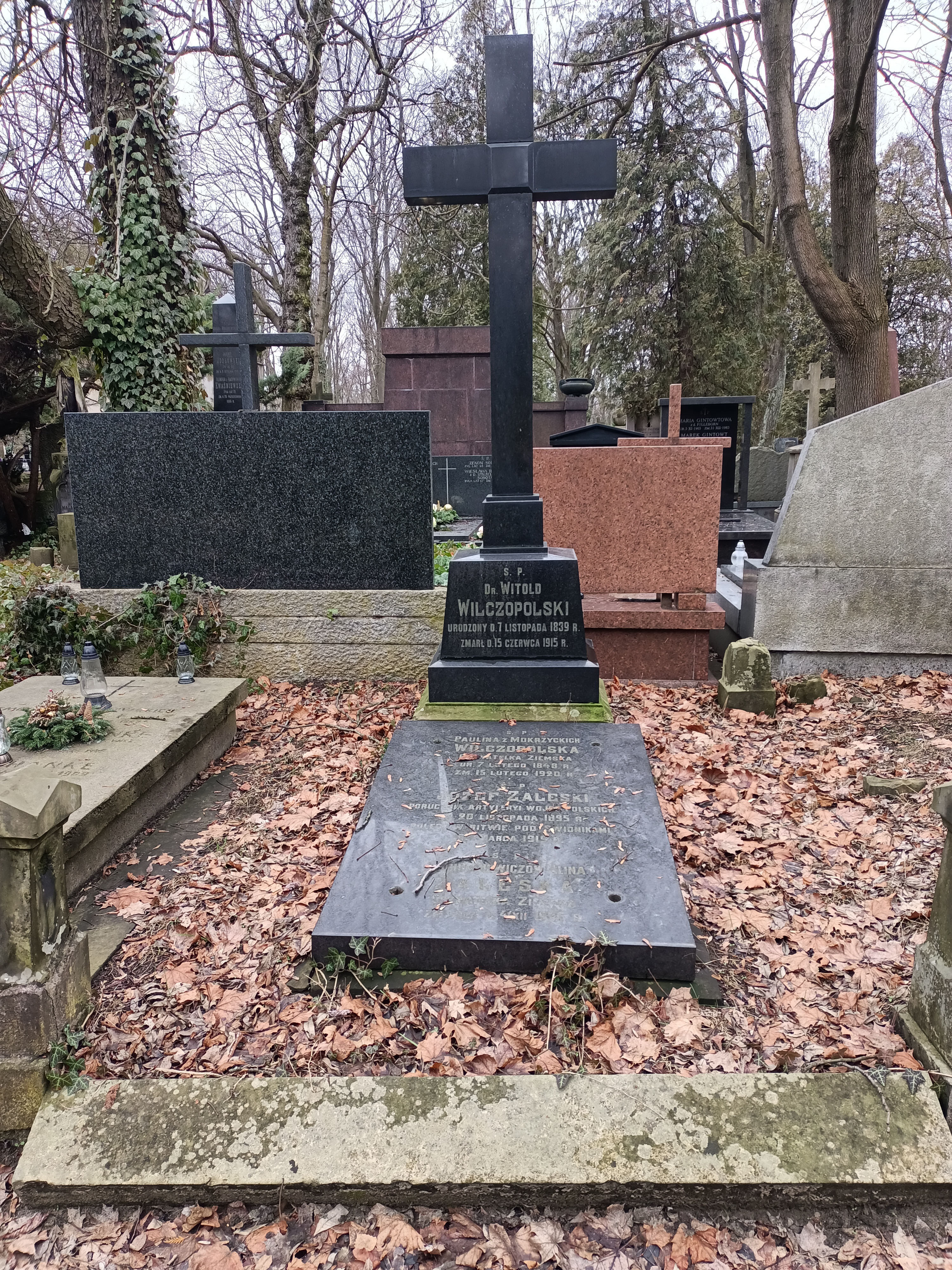
Grób Józefa Zalewskiego na cmentarzu Powązkowskim w Warszawie

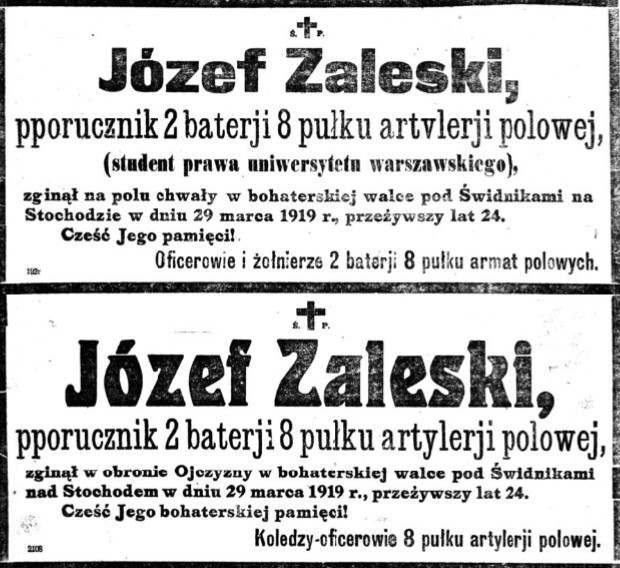
Nekrologi w „Kurjerze Warszawskim”.

Józef Zaleski (ur. 20 listopada 1895, zm. 29 marca 1919 pod Świdnikami) – podporucznik artylerii Wojska Polskiego, kawaler Orderu Virtuti Militari.

## Życiorys
Urodził się 20 listopada 1895. Studiował na Wydziale Prawa Uniwersytetu Warszawskiego.
W grudniu 1918 w Rembertowie został wyznaczony na stanowisko oficera 2. baterii 8 pułku artylerii polowej. 23 stycznia 1919 razem z baterią wyruszył na front wołyński. 15 lutego dowodząc jednym działem osłaniał  odwrót oddziału z wypadu na stację kolejową Maniewicze. Silnym i szybkim ogniem działonu powstrzymał atakujące szeregi Ukraińców.
Poległ 29 marca 1919 pod Świdnikami nad Stochodem, w czasie wyprawy polskiego oddziału mającej na celu zdobycie pociągu pancernego. 3 kwietnia 1919 został pochowany na Cmentarzu Powązkowskim w Warszawie.
12 kwietnia 1919 Naczelny Wódz Józef Piłsudski mianował go pośmiertnie porucznikiem „za okazaną waleczność”.

## Ordery i odznaczenia
- Krzyż Srebrny Orderu Wojskowego Virtuti Militari nr 5830 – pośmiertnie 15 listopada 1922[12][13]

7 października 1935 21 marca 1933 Komitet Krzyża i Medalu Niepodległości odrzucił wniosek o nadanie mu tego odznaczenia „z powodu braku pracy niepodległościowej”.